# 伊集南
伊集 南（いじゅ みなみ、1990年10月3日 - ）は、日本の元女子バスケットボール選手である。沖縄県出身でバスケットボール女子日本リーグのデンソーアイリスに所属していた。ポジションはガード。168cm。コートネームは「ユイ」（「チームを勝利に結びつける」から）。沖縄県立糸満高等学校、筑波大学卒業。

## 来歴
具志頭中でバスケを始め、糸満高を経て筑波大に進学。1年次にインカレ優勝。
2011年、ユニバーシアード日本代表に選出。
大学卒業の2013年にも、ユニバーシアード日本代表に選出される。
同年、デンソーに入社。2013-14シーズンのルーキーオブザイヤーを受賞した。
2020年、現役引退。
2021年、Wリーグの理事に就任。

## 経歴
- 糸満高 - 筑波大 - デンソー（2013年〜2020年）

## 日本代表歴
- 2011年夏季ユニバーシアード
- 2013年夏季ユニバーシアード

3x3
- 2019 FIBA3x3ワールドカップ
- 2019 FIBAアジア3x3カップ